# Club Baloncesto Maristas Málaga
Club Baloncesto Maristas Málaga, conocido también como Mayoral Maristas debido al patrocinio de Mayoral, fue un antiguo club de baloncesto de la ciudad de Málaga que existió desde 1953 hasta 1992. Jugó durante cuatro campañas en la Liga ACB. Desapareció en 1992 en un proceso de fusión con el Caja de Ronda en el que nació el Club Baloncesto Málaga.

## Historia
El equipo malagueño Ademar Basket Club fue fundado en 1953. En 1972 cambió su denominación a Club Baloncesto Maristas de Málaga. En el año 1988 logró el ascenso a la ACB, contando con el patrocinio de la marca de moda infantil  Mayoral, permaneciendo cuatro temporadas en la máxima categoría del baloncesto nacional, hasta que en 1992 se unió al CB Caja de Ronda que desde ese momento cambió su denominación por Club Baloncesto Málaga y milita en la Liga ACB. Sin embargo, el equipo mantuvo su historial y sus estadísticas.
Además, se realizaban ligas donde se reunían cada año en un mismo colegio todos los equipos de Baloncesto de cada una de las provincias para competir entre ellos y conocer más sobre el Club Marista. Era una forma nueva de unir a todos los colegios Maristas en un mismo sitio. 
Posteriormente, el Club Baloncesto Malagueño tendrá un ligero cambio ya que actualmente el colegio Ntra. Sra. de la Victoria es llevado por otro director, de ahí que se realizaran cambios que acabaron afectando al propio Club. Sin embargo, este se mantiene firme, incluso ya con nuevas equipaciones y una versión mejorada del escudo y continua ascendiendo de categoría.

### Historial Liga
| Temporada | Categoría        | Nivel | Puesto | Balance | Playoff          | Copa             |
| 1981-1982 | Segunda División | 3     | 1º     |         |                  |                  |
| 1982-1983 | Segunda División | 3     | 2º     |         |                  |                  |
| 1983-1984 | Segunda División | 3     | 2º     |         |                  |                  |
| 1984-1985 | 1ª División B    | 2     | 15º    | 6-20    |                  |                  |
| 1985-1986 | Segunda División | 3     | 2º     |         |                  |                  |
| 1986-1987 | 1ª División B    | 2     | 18º    | 12-22   |                  |                  |
| 1987-1988 | 1ª División B    | 2     | 4º     | 25-10   |                  |                  |
| 1988-1989 | ACB              | 1     | 15º    | 22-14   |                  | Primera fase     |
| 1989-1990 | ACB              | 1     | 13º    | 17-19   |                  | Octavos de final |
| 1990-1991 | ACB              | 1     | 14º    | 16-18   | Octavos de final | Segunda ronda    |
| 1991-1992 | ACB              | 1     | 15º    | 12-22   | Octavos de final | Primera ronda    |

| Leyenda                |
| Primer Nivel Nacional  |
| Segundo Nivel Nacional |
| Tercer Nivel Nacional  |
| Cuarto Nivel Nacional  |
| Primer Nivel Regional  |